# Jobat (stato)
Lo Stato di Jobat  fu uno stato principesco del subcontinente indiano, avente per capitale la città di Jobat.

## Storia
Il principato venne fondato nel XV secolo da un ramo della famiglia dello stato di Alirajpur che a sua volta apparteneva alla dinastia dei Rajput di Rathore. Dopo l'indipendenza indiana nel 1948, i governanti di Jobat decisero di aderire all'Unione Indiana il 15 giugno 1948. Il principato venne incorporato nel nuovo stato di Madhya Bharat, che successivamente divenne Madhya Pradesh dal 1 novembre 1956.

## Governanti
I governanti di Alirajpur ebbero dapprima il titolo di Rana. La particolarità era che la trasmissione del trono avveniva esclusivamente per via femminile.

### Rana
- ... -  18..  Sabal Singh
- 1864 - 1874 Ranjit Singh
- 1874 - 1897 Sarup Singh
- 1897 - marzo 1916 Indrajit Singh
- 18 giugno 1917 – 15 agosto 1947 Bhim Singh  (n. 1915)